# Ржаной хлеб

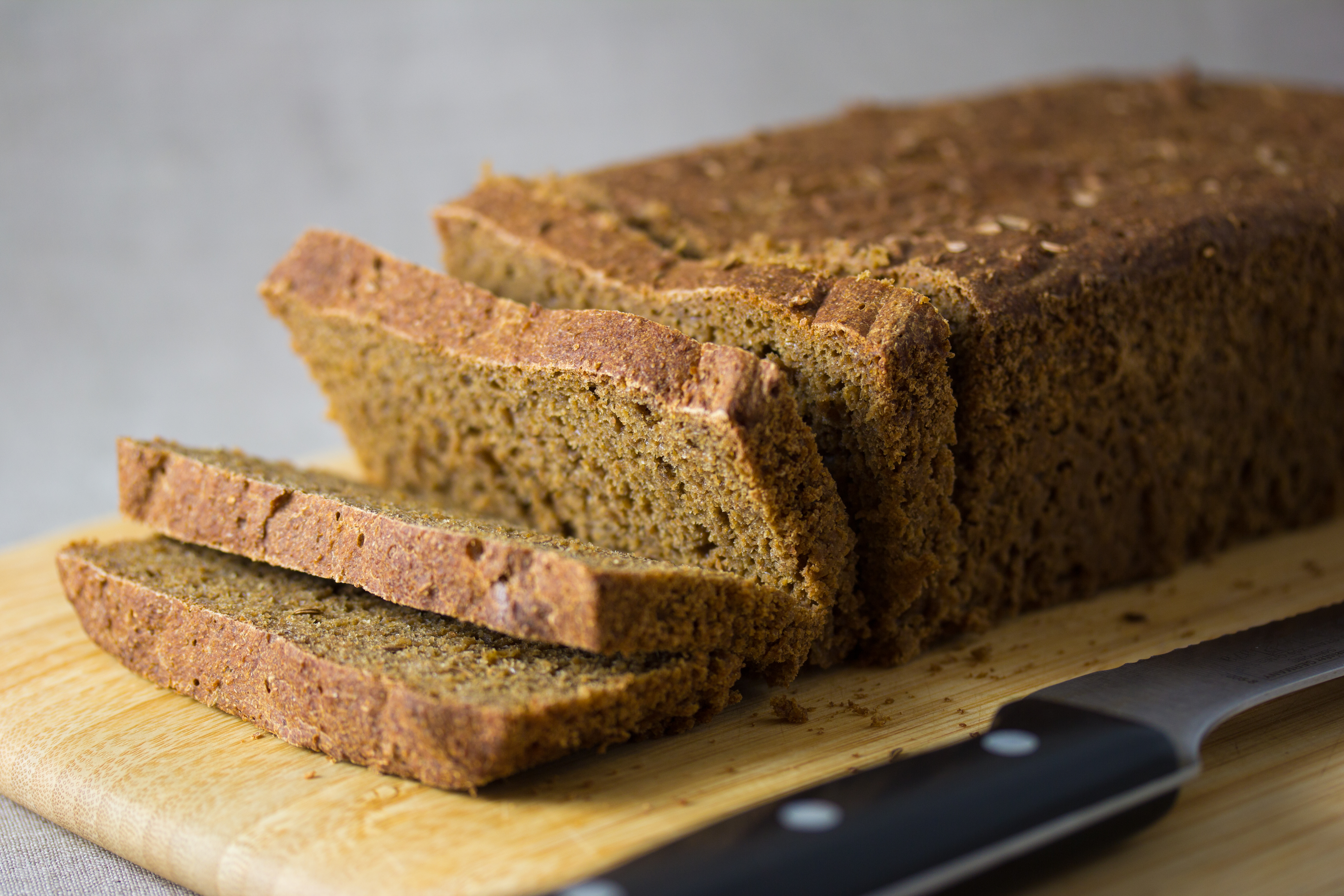
Ржаной хлеб

Ржано́й хлеб (чёрный хлеб) — хлеб из ржаной муки (обойной, обдирной или сеяной). Распространён на русском Севере и в средней полосе России, Беларуси, Латвии, Литве, Германии, Финляндии, Норвегии, Швеции, Дании, Польше, Украине, Франции, Чехии.

## Ржаной хлеб в России
На Руси кислый хлеб из ржаной муки известен с XI века. Секрет производства ржаного хлеба с помощью заквасок (квасов) тщательно охраняли и передавали из поколения в поколение. Митрополит Иоанн (Снычев) писал, что излюбленной пищей царя Алексея Михайловича был ржаной хлеб, который украшали лишь солью, вином и солёным грибом. В царском указе «О хлебном и калачном весу» 1626 года упомянуты 26 сортов ржаного хлеба. На протяжении поколений белый хлеб считали предпочтительным для богатых, тогда как простые люди ели «серый» и чёрный (ржаной) хлеб.
С конца 1990-х годов сократили выпуск традиционного 100% ржаного хлеба, из 7 млн тонн хлеба, производимого в России, около 30% выпускают с добавлением ржаной муки, а чисто ржаного хлеба производят значительно меньше (до Великой Отечественной войны ржаной хлеб составлял 70%). «Ржаным хлебом» теперь называют различные сорта серого (этот цвет дают отруби) или подкрашенного патокой заварного хлеба. Первые производят из пшеничной муки соответствующего сорта. Они могут содержать лишь небольшой процент ржи. Вторые, хоть и содержат большой процент ржи, являются совершенно иным продуктом.
В настоящее время производство чисто ржаного хлеба — большая редкость. Как правило, продают ржано-пшеничный хлеб с добавлением пшеничной муки, которая облегчает разрыхление теста и тем самым даёт возможность применять для этого хлебопекарные дрожжи, тогда как для разрыхления ржаного хлеба необходимо использование закваски. Для придания более тёмного цвета мякишу ржано-пшеничного или пшенично-ржаного хлеба в него могут добавлять ферментированный ржаной солод.

## Ржаной хлеб в Латвии
Слово «хлеб» (maize) в латышском образовано от балтского maiž-. Традиционный ржаной хлеб — важная часть материальной и духовной культуры Латвии, которая связана с национальной идентичностью и является важным её символом. Хлеб часто упоминается в дайнах. «Латышские дайны» (Latvju dainās) упоминает много характеристик хлеба, но особенно упоминает тёплый, чистый и ржаной хлеб.
В XIV—XV веках в городах Латвии были созданы примитивные пекарни, где круглосуточно пекли хлеб и была создана профессия пекаря. В Латвии в 1920—1930-х годах активно развивали хлебную промышленность. Как в городских, так и сельских районах существовало большое количество частных пекарен. Большая часть работы в пекарнях была механизированной. У каждого мастера были свои секреты. Мастер-пекарь Албертс Блумбергс разработал технологию производства сладкого и заквасочного хлеба и технологию ржаного хлеба. В 1980-е годы прошлого века в Латвии выпечке хлеба уделяли больше внимания и постепенно возродили традиции выпечки хлеба.
В 1978 году был принят республиканский стандарт (РСТ Латв. ССР 815–78). В качестве сырья разрешали использовать только ржаную муку (75% — ржаная обойная мука, 25% — ржаная сеяная мука).
В 2005 году в Аглоне открыли музей хлеба. В 2009 году ржаной хлеб был включён в латвийский культурный канон среди 99-и самых выдающихся и значимых культурных ценностей латвийского народа. Самые крупные производители хлеба в Латвии: Hanzas Maiznīca, Fazer Maiznīca, Maizes ceptuve “Lāči”, Latvijas Maiznieks, Iļģuciema Maiznīca, Lielezers Maiznīca, Maiznīca Flora.

## Особенности приготовления
Тесто приготовляют с внесением возбудителей брожения, в отличие от пшеничного теста, в которое вносят прессованные, жидкие или сухие дрожжи, в ржаное тесто вносят закваску. Спиртовое и кислотное брожения, протекающие в тесте, обеспечивают его разрыхление. Технологические свойства ржаной муки обусловливают более высокие кислотность и влажность теста и хлеба по сравнению с пшеничным. Кислый вкус закваски и хлеба на её основе происходит не от дрожжей, а от молочнокислых бактерий, с которыми дрожжи живут в симбиозе. Разделка теста при выработке изделий из пшеничной муки состоит из операций деления, кругления, промежуточной расстойки в течение нескольких минут (происходят рассасывание внутреннего напряжения в тесте и частичное восстановление его структуры), формовки и окончательной расстойки. Для теста из ржаной муки разделка ограничивается делением, формовкой и окончательной расстойкой. Окончательная расстойка кусков теста сопровождается бродильным процессом (что позволяет получить хлеб с хорошо разрыхлённым мякишем). Её длительность колеблется в пределах от двух до четырёх часов. О готовности кусков теста судят по увеличению их объёма, разрыхлённости и упругости.

## Пищевая ценность
Ржаной хлеб содержит 40—45% углеводов. Он — менее калорийный (200 ккал на 100 граммов), чем пшеничный (пшеничный — в пределах 300). Биологическая полноценность ржаного хлеба (по витаминам, аминокислотам) выше, чем пшеничного.
Из-за повышенной кислотности (7—12°), защищающей от возникновения плесени и разрушительных процессов, ржаной хлеб не рекомендуют людям с повышенной кислотностью желудка, страдающих язвенными болезнями.
Хлеб, по содержанию состоящий на 100% изо ржи, действительно слишком тяжёл для ежедневного потребления. Оптимальный вариант — рожь 80—85% и пшеница 15—25%
. Людям, склонным к полноте желательно ограничивать потребление из-за большого содержания углеводов.

## Виды
В России: простой, заварной (из заварного теста), бородинский, московский, житный, орловский, подмосковный, дарницкий, столовый, пеклеванный «Виру», минский, рижский. В других странах: рейкялейпя (финский), рупьмайзе (латышский), пумперникель (немецкий).

## Ржаные сухари
Сухари из ржаного хлеба традиционно входили в рацион солдат Российской армии, что помогало обходиться без хлеба в длительных переходах. Так, указом российского императора Александра I в армейских дивизиях были созданы фурштадтские батальоны, каждый из которых имел 108 конноупряжных повозок с 9-дневным запасом ржаных сухарей и другой провизии.
Ржаные сухари запасали для осуществления длительных экспедиций на суше и на море. Странствующие путешественники (работники отхожих промыслов, актёры народного театра, циркачи и другие) заготавливали ржаные сухари впрок на дорогу.

## В пословицах
- Хлеб наш насущный — хоть чёрный, да вкусный.
- (Ржаной) хлеб всему голова.
- По соломе жита не узнаешь.
- Гречневая каша — матушка наша, а хлебец ржаной — отец наш родной.
- (Ржаной) хлебушко — (пшеничному) калачу дедушка.
- Пшеничка кормит по выбору, а матушка-рожь — всех сплошь.
- (Пшеничный) калач скоро приестся, а (ржаной) хлеб никогда.
- (Пшеничный) калач (ржаному) хлебу не замена.
- Калачик — сестрица, а аржануха — родной братец.
- Чужой хлеб слаще калача.
- Чужую печаль и с хлебом съешь, а своя и с калачом в горло нейдет.
- Знать да уметь — не без хлеба сидеть.
- Хата была, да без хлеба беда.
- Без ума проколотишься, а без хлеба не проживёшь.
- Без печки холодно, без хлеба голодно.
- Не уродится рожь — по миру пойдёшь.
- У нашего господина ни ржи, ни овина.
- Был бы хлеб, а у хлеба люди будут.
- Хлеб да вода — крестьянская еда.
- Лиха беда — хлеба нажить, а с хлебом — кому хочешь можно жить.
- Жена не пряник, а ржаной ломоть.